# Vitorlázás az 1960. évi nyári olimpiai játékokon
Az 1960. évi nyári olimpiai játékokon a vitorlázásban öt versenyszámot bonyolítottak le. Sárkányhajó osztályban a győztes görög hajó legénységében ott volt Konstantin görög koronaherceg (a későbbi II. Konstantin görög király) is. Paul Elvstrøm dán hajós az 1948-as londoni játékok óta negyedszer szerezte meg a győzelmet finn dingiben.

## Éremtáblázat
(A rendező ország csapata eltérő háttérszínnel, az egyes számoszlopok legmagasabb értéke vagy értékei vastagítással kiemelve.)
| Az 1960. évi nyári olimpiai játékok éremtáblázata vitorlázásban | Az 1960. évi nyári olimpiai játékok éremtáblázata vitorlázásban | Az 1960. évi nyári olimpiai játékok éremtáblázata vitorlázásban | Az 1960. évi nyári olimpiai játékok éremtáblázata vitorlázásban | Az 1960. évi nyári olimpiai játékok éremtáblázata vitorlázásban | Olimpia  |
| --------------------------------------------------------------- | --------------------------------------------------------------- | --------------------------------------------------------------- | --------------------------------------------------------------- | --------------------------------------------------------------- | -------- |
|                                                                 | Ország                                                          | Arany                                                           | Ezüst                                                           | Bronz                                                           | Összesen |
| 1.                                                              | Dánia (DEN)                                                     | 1                                                               | 2                                                               | 0                                                               | 3        |
| 2.                                                              | Szovjetunió (URS)                                               | 1                                                               | 1                                                               | 0                                                               | 2        |
| 3.                                                              | Egyesült Államok (USA)                                          | 1                                                               | 0                                                               | 1                                                               | 2        |
| 4.                                                              | Görögország (GRE)                                               | 1                                                               | 0                                                               | 0                                                               | 1        |
| 4.                                                              | Norvégia (NOR)                                                  | 1                                                               | 0                                                               | 0                                                               | 1        |
|                                                                 |                                                                 |                                                                 |                                                                 |                                                                 |          |
| 6.                                                              | Argentína (ARG)                                                 | 0                                                               | 1                                                               | 0                                                               | 1        |
| 6.                                                              | Portugália (POR)                                                | 0                                                               | 1                                                               | 0                                                               | 1        |
|                                                                 |                                                                 |                                                                 |                                                                 |                                                                 |          |
| 8.                                                              | Belgium (BEL)                                                   | 0                                                               | 0                                                               | 1                                                               | 1        |
| 8.                                                              | Egyesült Német Csapat (EUA)                                     | 0                                                               | 0                                                               | 1                                                               | 1        |
| 8.                                                              | Olaszország (ITA)                                               | 0                                                               | 0                                                               | 1                                                               | 1        |
| 8.                                                              | Svájc (SUI)                                                     | 0                                                               | 0                                                               | 1                                                               | 1        |
|                                                                 |                                                                 |                                                                 |                                                                 |                                                                 |          |
| Összesen                                                        | Összesen                                                        | 5                                                               | 5                                                               | 5                                                               | 15       |

## Érmesek
| Az 1960. évi nyári olimpiai játékok érmesei vitorlázásban | |                                                                            |                                                                                         |
| Versenyszám                                               | Arany                                                                                                  | Ezüst                                                                      | Bronz                                                                                   |
| Finn dingi                                                | Paul Elvstrøm · Dánia (DEN) · 167                                                                      | Aleksander Tšutšelov · Szovjetunió (URS) · 163                             | André Nelis · Belgium (BEL) · 145                                                       |
| Csillaghajó                                               | Szovjetunió (URS) · Tornado · Tyimir Pinyegin · Fjodor Sutkov                                          | Portugália (POR) · Ma Lindo · Mário Quina · José Manuel Quina              | Egyesült Államok (USA) · Shrew II · William Parks · Robert Halperin                     |
| 5,5 méter                                                 | Egyesült Államok (USA) · Minotaur · George O'Day · James Hunt · David Smith                            | Dánia (DEN) · Web II · William Berntsen · Søren Hancke · Steen Christensen | Svájc (SUI) · Ballerina IV · Henri Copponex · Manfred Metzger · Pierre Girard           |
| Repülő hollandi                                           | Norvégia (NOR) · Sirene · Peder Lunde, Jr. · Bjørn Bergvall                                            | Dánia (DEN) · Skum · Hans Fogh · Ole Erik Petersen                         | Egyesült Német Csapat (EUA) · Macky VI · Rolf Mulka · Ingo von Bredow                   |
| Sárkányhajó                                               | Görögország (GRE) · Nirefs · Konstantin görög koronaherceg · Odiszéasz Eszkidzóglu · Jeórjiosz Zaímisz | Argentína (ARG) · Tango · Jorge Salas · Héctor Calegaris · Jorge del Río   | Olaszország (ITA) · Venilia · Antonio Cosentino · Antonio Ciciliano · Giulio De Stefano |